# Operació Wotan
L'Operació Wotan era en nom en clau per a l'operació de tancs amb la qual els alemanys volien capturar Moscou durant la Segona Guerra Mundial, i que va ser desenvolupada principalment per Hitler. El nom es refereix a Wotan, el déu anglo-saxó.
El projecte de l'operació indicava que havia de ser llançada pel Grup d'Exèrcits Sud el 9 de setembre de 1941, i que no s'havia d'estendre més de 8 setmanes. La data va ser establerta el 29 d'agost, en un memorandum dirigit al OKH. L'inici va ser alentida pels atacs soviètics de Semion Budionni i Semion Timoixenko. Però aviat els tancs de Guderian xocaren amb les tropes soviètiques entre Oriol i Kursk, formant un espai que va ser usat pel 1r Grup Panzer. Es decidí que el cop principal seria en la direcció Dankov-Kassímov-Gorki, però Kesselring ho modificà. No obstant això, els alemanys patiren greus dificultats relatives a les baixes i a les posteriors congelacions. Poc després hi hauria una oportunitat per un contraatac soviètic.